# 松川リン
松川 リン（まつかわ りん、1984年10月8日 - ）は、日本の女優。所属事務所は大判社。身長161cm、血液型A型。本名、松川 裕美（まつかわ ひろみ）。

## 経歴・人物
東京都出身。約7000人の中からオーディションで選出され、映画『埋もれ木』でデビュー。特技はヴァイオリン、韓国語。

## 出演

### 映画
- 埋もれ木（2005年） - 時絵
- ごくせん THE MOVIE（2009年）
- 商店街な人（2011年、高橋和勧 監督ワップフィルム製作） - 高橋幸美[1]

### テレビ

#### ドラマ
- 兄帰る（2008年、WOWOW） - 野口ひろみ